# ラヴォール (タルヌ県)
ラヴォール （Lavaur、オック語:La Vaur）は、フランス、オクシタニー地域圏、タルヌ県のコミューン。アルビ、トゥールーズ、カルカソンヌを結んだ三角形の中に位置するラヴォールは、ペイ・ド・コカニュ地方の丘陵、アグー川のほとりに位置している。人口およそ11,000人を持つ『ペイ・ド・コカニュ地方の主都』であり、ラヴォール都市部の中心である。

## 地理

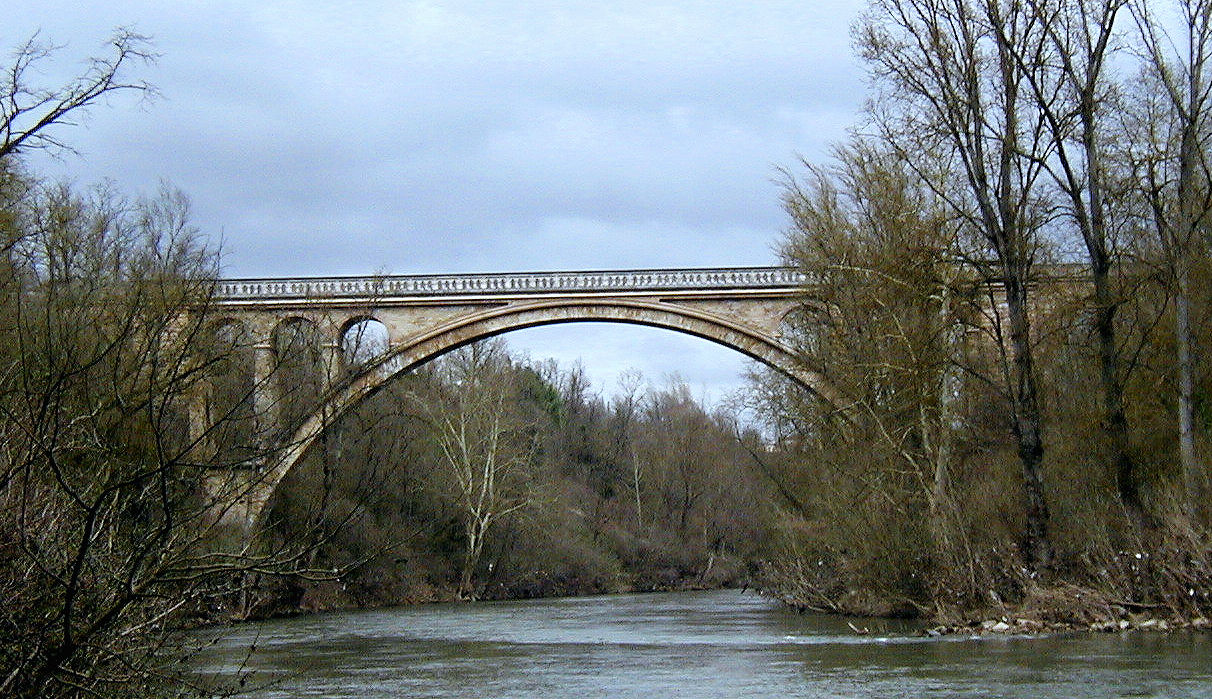
アグー川と水道橋

ラヴォールは、トゥールーズの東北東、ガヤックの南、カストルの西に位置している。コミューンは面積の西側がオート＝ガロンヌ県と接している。町はアグー川の左岸にたっており、またララグー川がコミューンを横断する。

### 交通
- 道路 - オートルートA68。6番出口からラヴォールへアクセスする
- 鉄道 - TERミディ・ピレネーがラヴォール駅に停車する。
- 空港 - トゥールーズ・ブラニャック空港

## 由来
ラヴォールはガリア語で『隠れた流れ』または『渓谷』を意味するvoberoから生じている。この語源は、オック語ではvaurとなり、この土地の地名学に対応する。

## 歴史
1025年、この小さな要塞の町がいくつかの文章で説明された。1035年にはヴォロの城（castro de vauro）として初めて記された。古いカストルムはこの古い城の北側に存在しなければならない。1065年、ラヴォールのソヴテ（fr、教会の周りをいくつかの石柱で区切った避難区域。教会の聖域と同じく、ソヴテに逃げ込んだ者には教会の庇護が与えられた）は、コンクのサント・フォワ修道院の修道士たちに授けられた。1098年、トゥールーズ司教イザルンがトミエールのサン・ポンス修道院の修道士たちに提供した小修道院の敷地内に、聖アラン教会が建設された。
1182年2月、トゥールーズ伯はベジエおよびカルカソンヌ子爵ロジェ・トランカヴェルの町ラヴォールを攻略した。トゥールーズ伯レーモン5世は、クレルヴォー大修道院長アンリ・ド・マルシヤックに助けを求めた。彼らは、ロジェ・トランカヴェルの妻アデライード（レーモン5世の娘である）の持参金であったラヴォールを包囲した。一度都市が奪われてしまえば、そこで暮らすカタリ派信徒たちは逃げなくてはならず、レーモン5世は町を保護し続けた。

1211年3月3日、一か月以上に及んだ攻城戦の後、アルビジョワ十字軍の指揮官シモン・ド・モンフォールによって町は占領された。町の城代であったギロード・ド・ロラック夫人は捕えられてリンチされ、大量の石とともに井戸に投げ込まれた。異端とみなされた80人の騎士たちが絞首刑に処され、400人のカタリ派信徒たちが火刑台で生きたまま焼かれた。1215年、ラヴォールで教会会議が開かれた。1220年にシモン・ド・モンフォールが死ぬと、町は未来のレーモン7世に引き継がれた。彼は町の守備隊基地を徹底的に破壊した。1220年代にはラヴォールにコンシュラ職が置かれた。1226年、フランス王ルイ8世はラングドック征伐のための遠征をおこない、その際ラヴォールで休息をとった。ロートレック子爵シカール6世の支援を受けたコルドリエ会の修道士たちは、ラヴォールの町の郊外に住み着いた。1229年、ルイ9世とレーモン7世との間でモー条約が結ばれ、カストルムにあった防衛施設の破壊が行われた。1255年5月15日、新設された聖アラン教会の建設に関する憲章が発行された。1271年、最後のトゥールーズ伯ジャンヌ・ド・トゥールーズの死により、トゥールーズ伯領の町はフランス王領となった。
1317年9月26日、ローマ教皇ヨハネス22世は、ラヴォール司教座を創設するための教書を公布した。その後司教座は都市の重要な発展をもたらした。ラヴォール司教の長い歴史の系図には、有名な高位聖職者の名が幾人か見つけられる。百年戦争中の1369年から1370年にかけ、都市住民たちはジョン・シャンドス率いるイングランド軍を撤退させた。
1439年、国内行幸中であったフランス王太子、未来のルイ11世がラヴォールを通過した。1462年か1468年、ルイ11世はラヴォールを伯領に格上げした。1483年、シャルル8世の時代に、ラヴォール伯領は王領に戻された。恐ろしい黒死病の流行が都市に壊滅的な被害を与えた。
15世紀最後の30年間、大聖堂と対比をなす第2の司教宮殿が建設された。1450年代から1600年代まで、ラヴォールでは染料の原料となるホソバタイセイ栽培が盛んだった。
1540年、ラングドック三部会がラヴォールで開催され、ガロンヌ川と地中海をつなぐ河川交通計画が議論された（将来ミディ運河となる）。
1562年、コルドリエ会の会士たちが、ユグノーによって殺害、殉教した。1589年、ラングドックのカトリック同盟三部会は、異端者を王と認めることは決してないとラヴォールで宣誓した。1593年、ラヴォールにペニタン・ブルー兄弟会が住み着き、1600年にはペニタン・ブラン兄弟会が定着した。
1612年、ラヴォールにカプチン会の修道院が設置された。1729年、ラヴォール病院の建設が始まった。18世紀半ば、王立製糸工場が設置され、病院建物では織物工場が稼働した。1773年から1791年にかけ、アグー川にエタ・デュ・ラングドック橋が架けられた。
1930年3月2日から3日にかけ、アグー川の千年に一度の規模という洪水が発生し、町が荒廃した。
ツール・ド・フランス2011では、ラヴォールは第11ステージの到着都市となった。

## 史跡
- 聖アラン大聖堂 - 13世紀から15世紀。トゥールーザン・ゴシック様式。
- ロンド塔 - 旧市街の防衛施設の遺構。

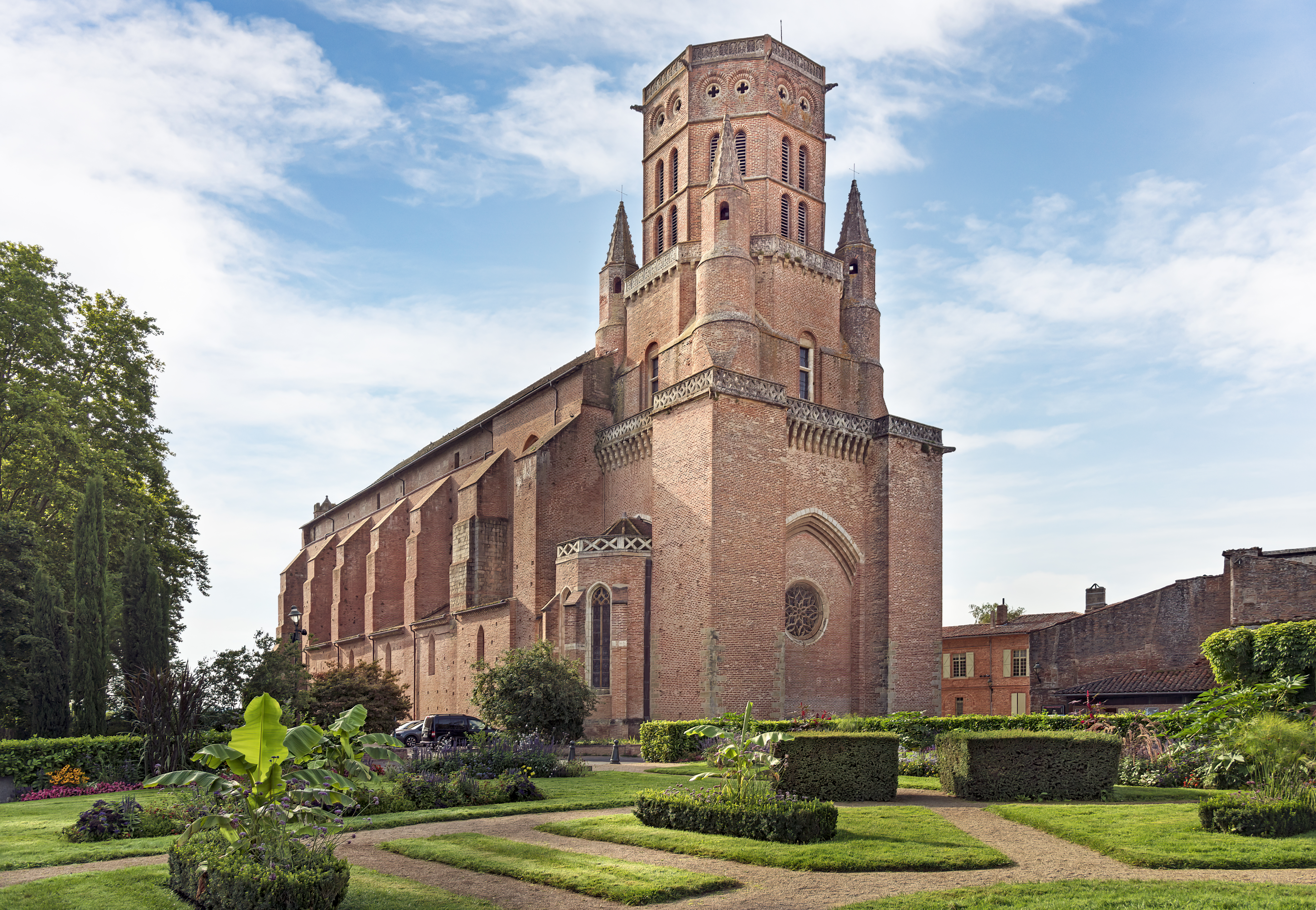
聖アラン大聖堂
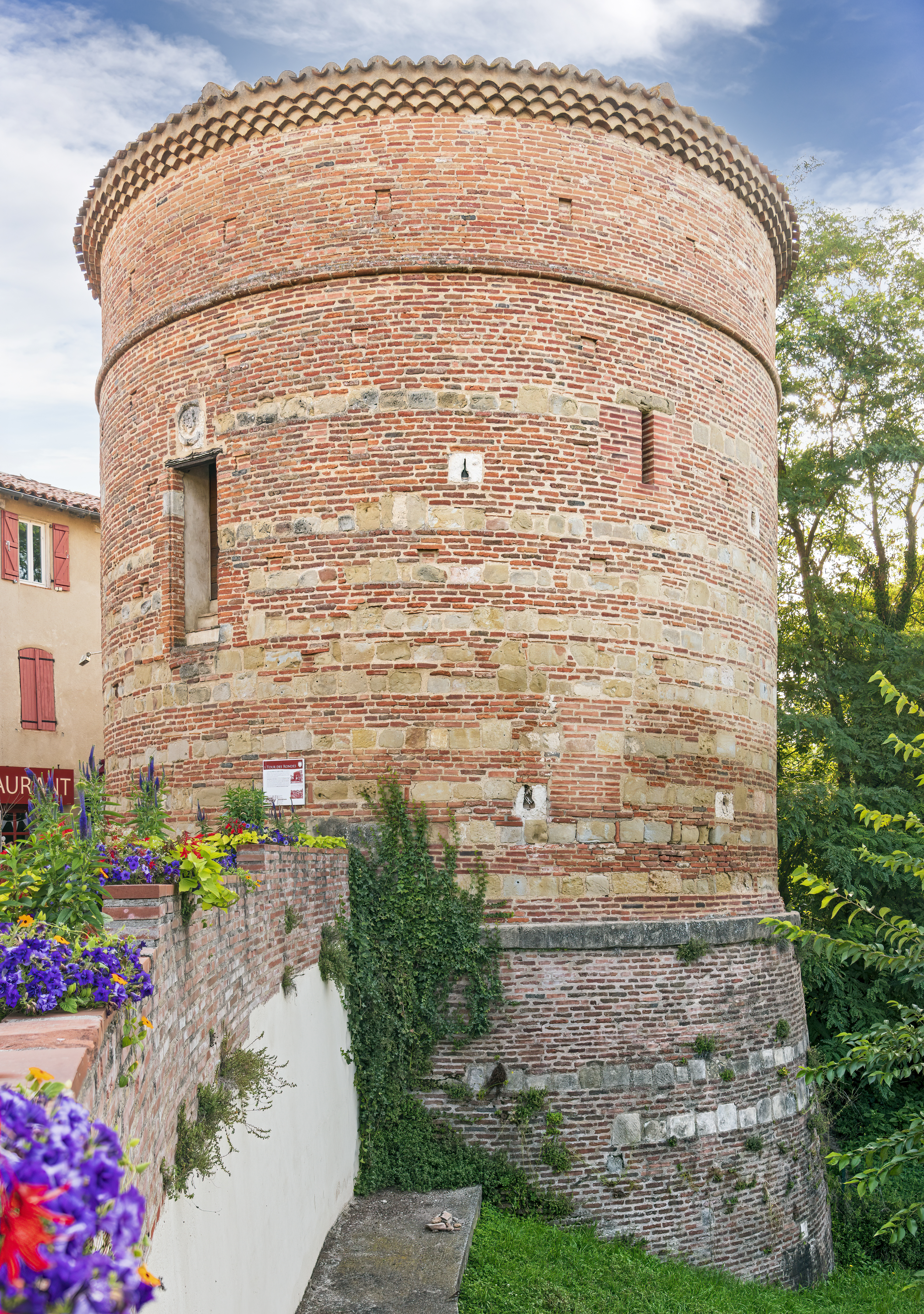
ロンド塔
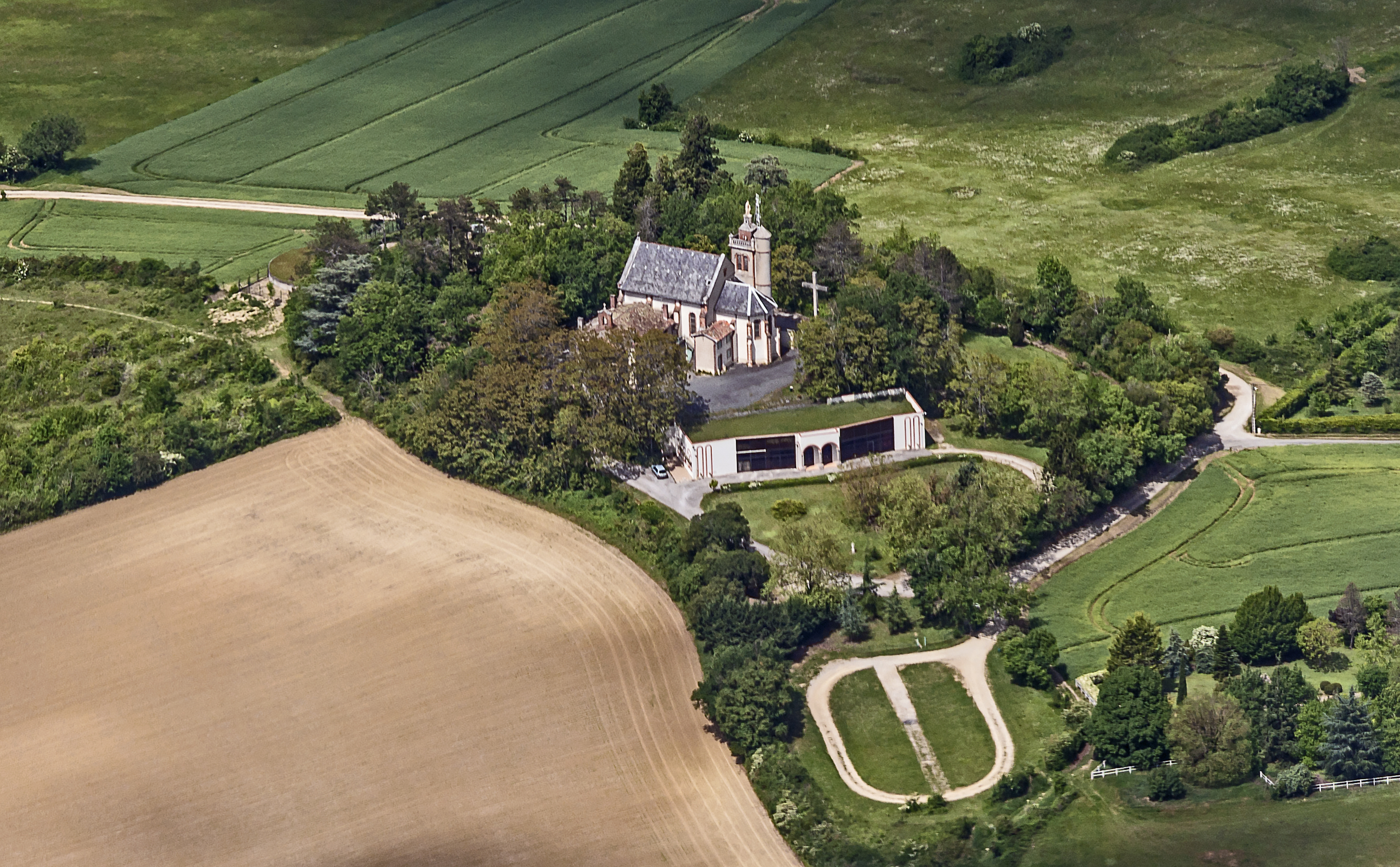
ノートル・ダム・デュ・ペシュの礼拝堂
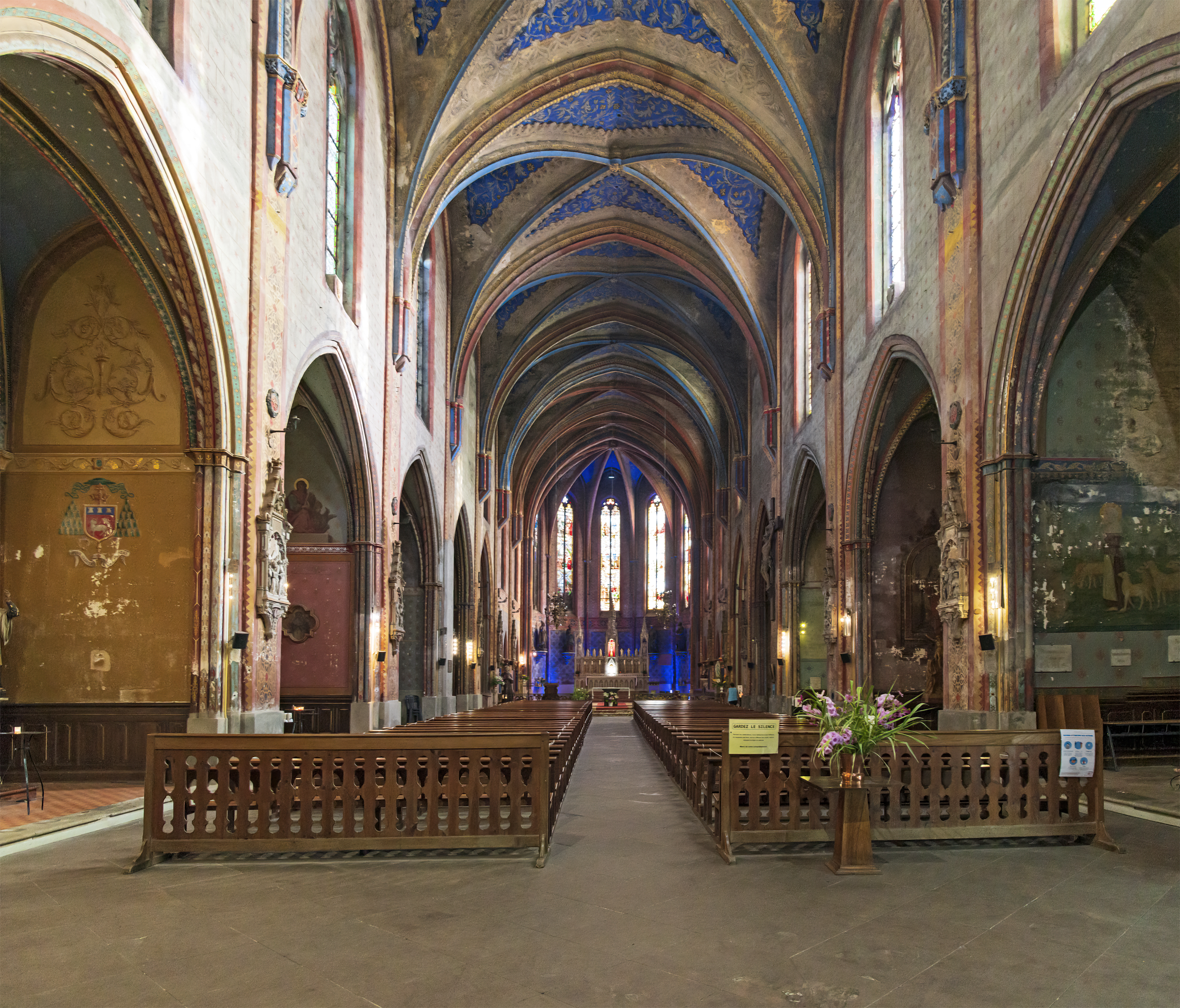
サン・フランソワ教会
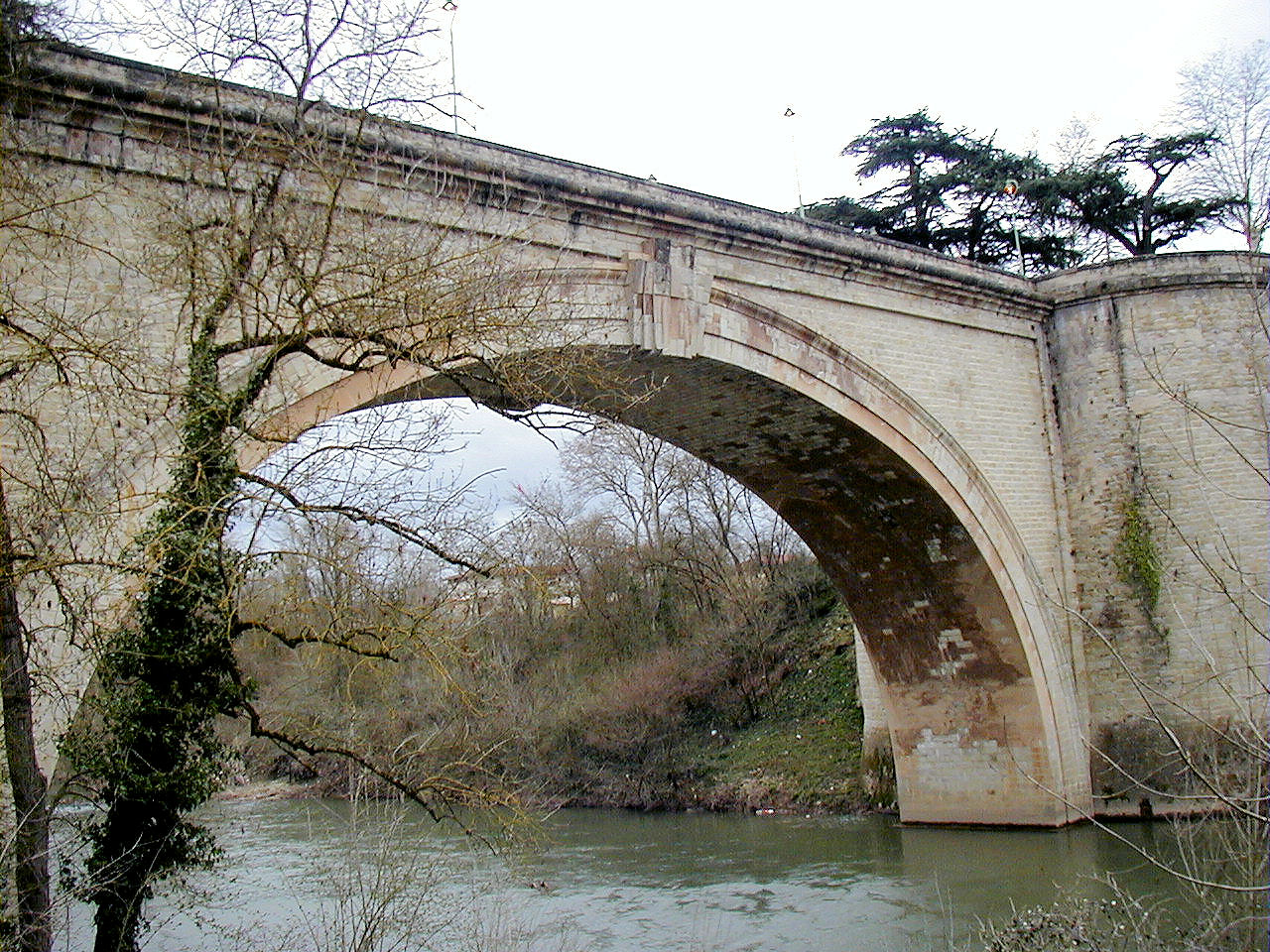
サン・ロック橋

## 人口統計
| 1962年 | 1968年 | 1975年 | 1982年 | 1990年 | 1999年 | 2006年 | 2015年 |
| ------ | ------ | ------ | ------ | ------ | ------ | ------ | ------ |
| 6291   | 7665   | 7897   | 7972   | 8148   | 8537   | 9860   | 10699  |

参照元:1962年から1999年までは複数コミューンに住所登録をする者の重複分を除いたもの。それ以降は当該コミューンの人口統計によるもの。1999年までEHESS/Cassini、2006年以降INSEE

## 経済

### 産業
- ラボラトワール・ピエール・ファーブル社の研究開発センター
- アール・エ・キャラクテール社のアートプリント。1993年、2000年、2012年と、優秀な印刷業者に送られる全国大会の金賞を獲得。
- 農業及び農産物分野で活動するオクシタン協同組合
- 青果物の協同組合であるレ・ドゥー・ヴァレは、リンゴに特化して販売している
- ファブリ・アミフロール社は、様々な種類の肥料を製造、包装、販売している

## 司法
未成年者を収容するトゥールーズ少年院が2007年にラヴォールに開設され、開設式典には当時の司法大臣ラシダ・ダティが出席した。フランス国内でのこの種類の施設での最初の逃亡は、2009年6月にラヴォールで起きた。2013年5月11日に最新の逃亡事件が起きた。

## 姉妹都市
- アル・バンドレイ、スペイン

## 参照
1. ↑  Le risque inondation à Lavaur, Préfecture du Tarn
2. ↑  http://cassini.ehess.fr/cassini/fr/html/fiche.php?select_resultat=18999
3. ↑  https://www.insee.fr/fr/statistiques/3293086?geo=COM-81440
4. ↑  http://www.insee.fr
5. ↑  https://www.ladepeche.fr/article/2009/06/12/623197-prison-de-lavaur-evasion-d-un-mineur.html